# Mattias Sammekull

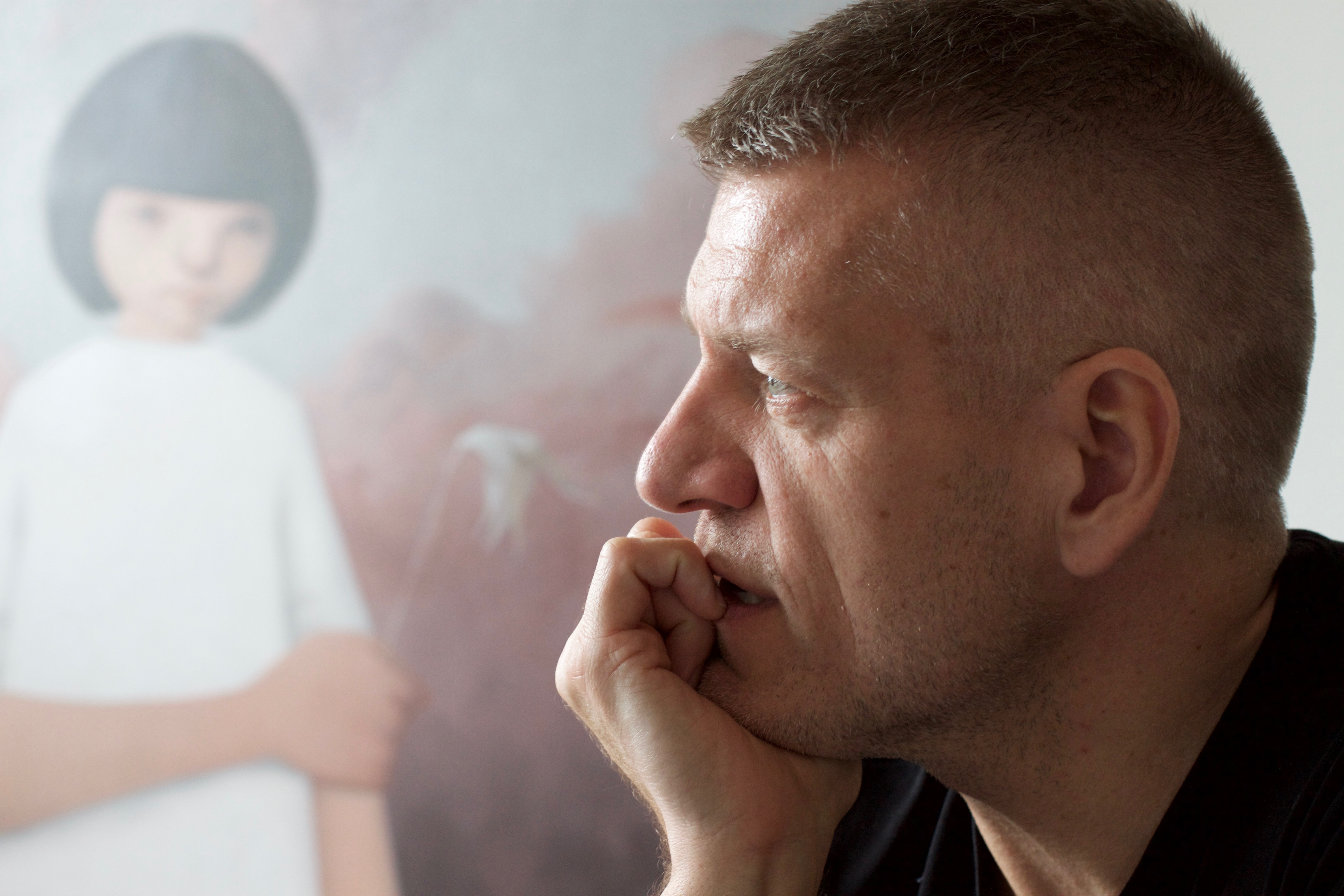
Mattias Sammekull.

Mattias Sammekull, född 1972 i Stockholm, är en svensk målare uppvuxen i Stockholm, bosatt och verksam i Malmö sedan 2016.

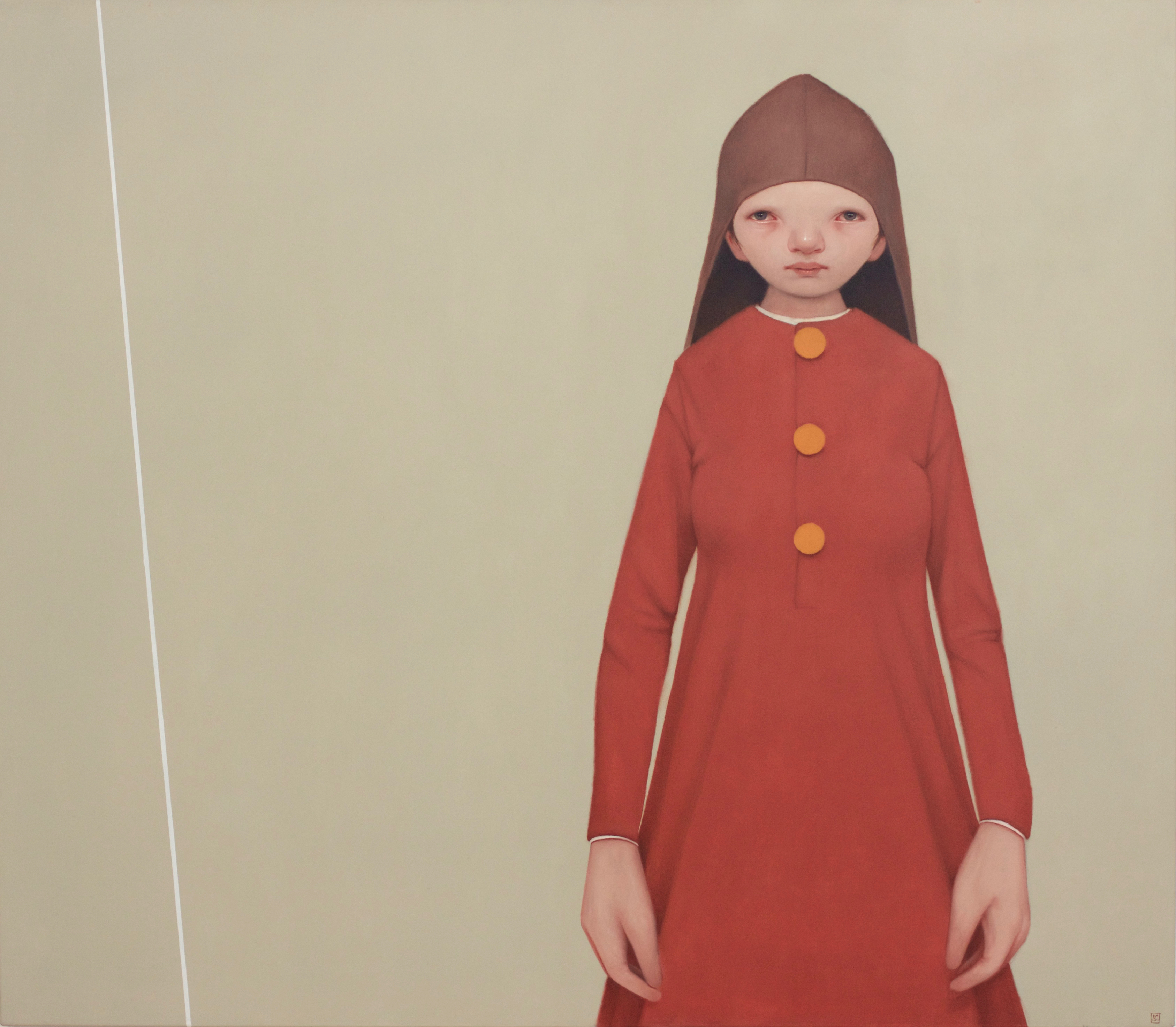
Mattias Sammekull, Den starkaste, 2016. Olja på duk 105 x 120 cm.

Mattias Sammekull har studerat för den norske målaren Odd Nerdrum och bland annat ställt ut på Kitschbiennalen i München 2009 och Liljevalchs vårsalong 2010. I Göteborg representeras Mattias Sammekull av Galleri Backlund.